# Арцаго д'Ада
Арцаго д'Ада (итал. Arzago d'Adda) је насеље у Италији у округу Бергамо, региону Ломбардија.
Према процени из 2011. у насељу је живело 2613 становника. Насеље се налази на надморској висини од 105 м.

## Становништво
Према резултатима пописа становништва 2011. у општини је живело 2.760 становника.
| 1931. | 1936. | 1951. | 1961. | 1971. | 1981. | 1991. | 2001. | 2011. |
| ----- | ----- | ----- | ----- | ----- | ----- | ----- | ----- | ----- |
| 1.648 | 1.327 | 1.500 | 1.428 | 1.392 | 1.446 | 1.828 | 2.285 | 2.760 |